# Václav Jeřábek
Václav Jeřábek (10. června 1877, Chrudim – 19. srpen 1939, Prostějov) byl český architekt.

## Život
Absolvoval Odbornou školu pro zpracování dřeva v Chrudimi, Všeobecnou uměleckoprůmyslovou školu v Praze a Speciální pro architekturu při rakouském muzeu pro umění a průmysl ve Vídni.
20 let působil jako profesor odborného kreslení na Státní průmyslové škole v Jaroměři. Vedle povolání učitelského se zaměstnával stále uměleckým tvořením. Zúčastnil se různých soutěží na uměleckoprůmyslové návrhy a předměty a ve většině těchto získal ceny, nebo uznání.
Od roku 1925 bydlel a pracoval v Prostějově – navrhl vnitřní zařízení malé obřadní síně Pax v Prostějově, urnový háj na městském hřbitově, mimo to navrhl celou řadu umělecky řešených interierů soukromých i veřejných. Nejprve byl zaměstnán u několika brněnských firem (nakonec u architekta Dušana Jurkoviče). Člen Jednoty výtvarných umělců v Praze. Podle jeho návrhů byla mj. realizována křížová cesta na Hostýn, spolkový dům v Uherské Skalici a nemocnice v Přerově.
Zemřel roku 1939 a byl pohřben na Městském hřbitově v Prostějově.

## Galerie

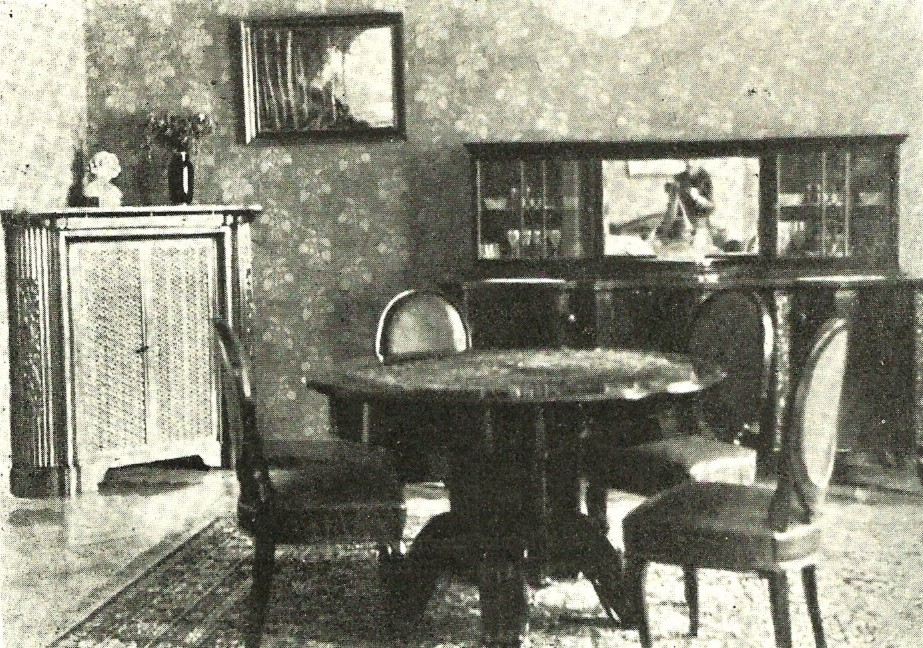
Jídelna z roku 1928, dle návrhu arch. Jeřábka, vyrobeno firmou J. A. Zapletal
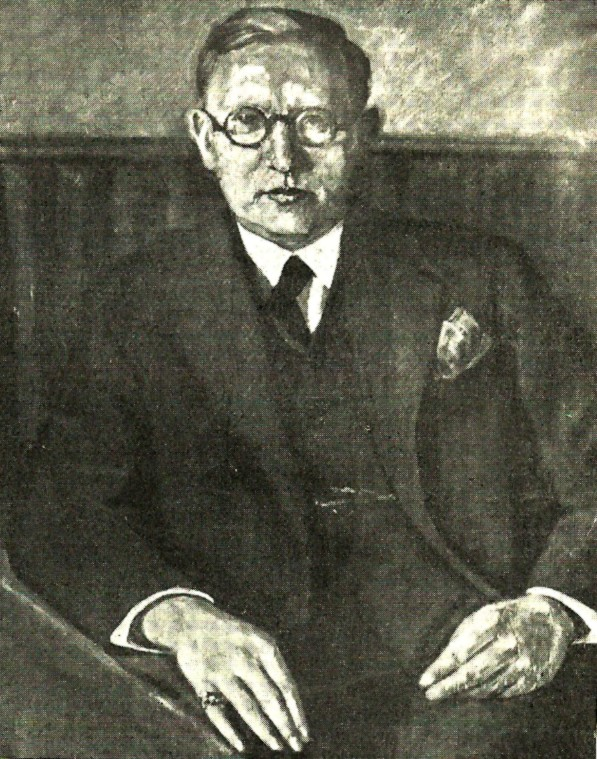
Portrét prof. arch. Václava Jeřábka od malíře Jana Smitala
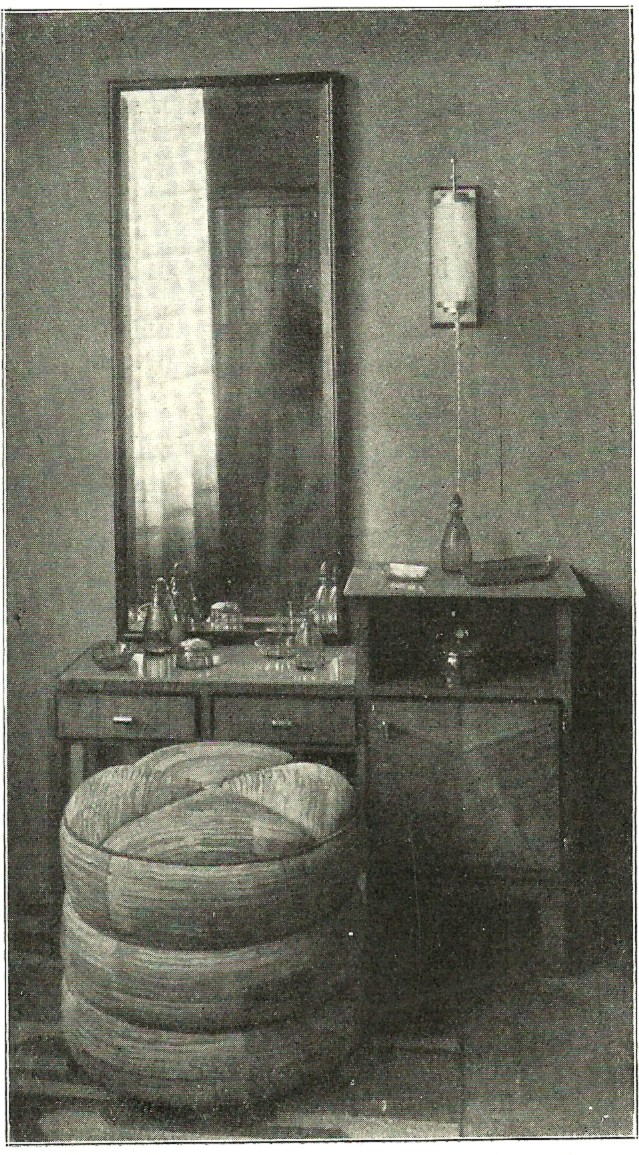
Toaleta v ložnici z roku 1931, dle návrhu arch. Jeřábka, vyrobena firmou J. Blahoušek
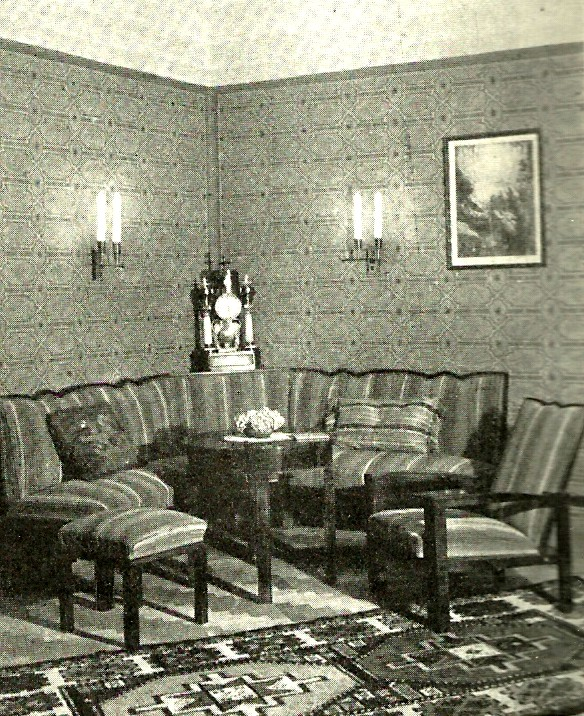
Jídelní kout z roku 1930, dle návrhu arch. Jeřábka, vyrobeno firmou J. Švejda, čalouněno firmou Hanák